# Old Woman (метеорит)
Old Woman — самый большой метеорит, найденный в Калифорнии, и второй по величине в Соединенных Штатах. Он был обнаружен в Олд Уоман Маунтинс на юге Калифорнии в конце 1975 года. Его длина - 38 дюймов (965,2000000 мм), высота - 34 дюйма (863,6000000 мм) и ширина - 30 дюймов (762,000000 мм). Метеорит в основном состоит из железа, но также содержит никель (около 6%), а также небольшое количество хрома, кобальта, фосфора и серы.
Основная масса была выставлена в Смитсоновском институте с 1978 по 1980 год и сейчас находится в Центре изучения пустыни в Барстоу, Калифорния. Первоначально он весил 6,070 фунтов (2,750 кг), но с тех пор из него был удален срез размером 942 фунта (427 кг) для научного исследования. Плита весом 177,4 фунта (80 кг) выставлена в галерее метеоритов Калифорнийского университета в Лос-Анджелесе.
Железный метеорит был обнаружен двумя разведчиками, которые вместе с третьим партнером подали заявку на россыпь в том месте, где был обнаружен метеорит. Смитсоновский институт оспорил их претензии на право собственности на метеорит, поэтому заявители подали иск. Смитсоновский институт продвинулся с перемещением метеорита с горы с помощью Корпуса морской пехоты США (с использованием вертолета и грузовой сети), и он был доставлен на склад Бюро землепользования во время длительного судебного разбирательства. После того, как суды вынесли решение в пользу правительства США, министр внутренних дел постановил, что, хотя Смитсоновский институт был юридически назначенным хранителем общественного метеорита, он будет передан в долгосрочную аренду и выставлен на показ в Калифорнии.